# Oöcyt

Diagram van het rijpingsproces van een eicel met halvering van het aantal chromosomen

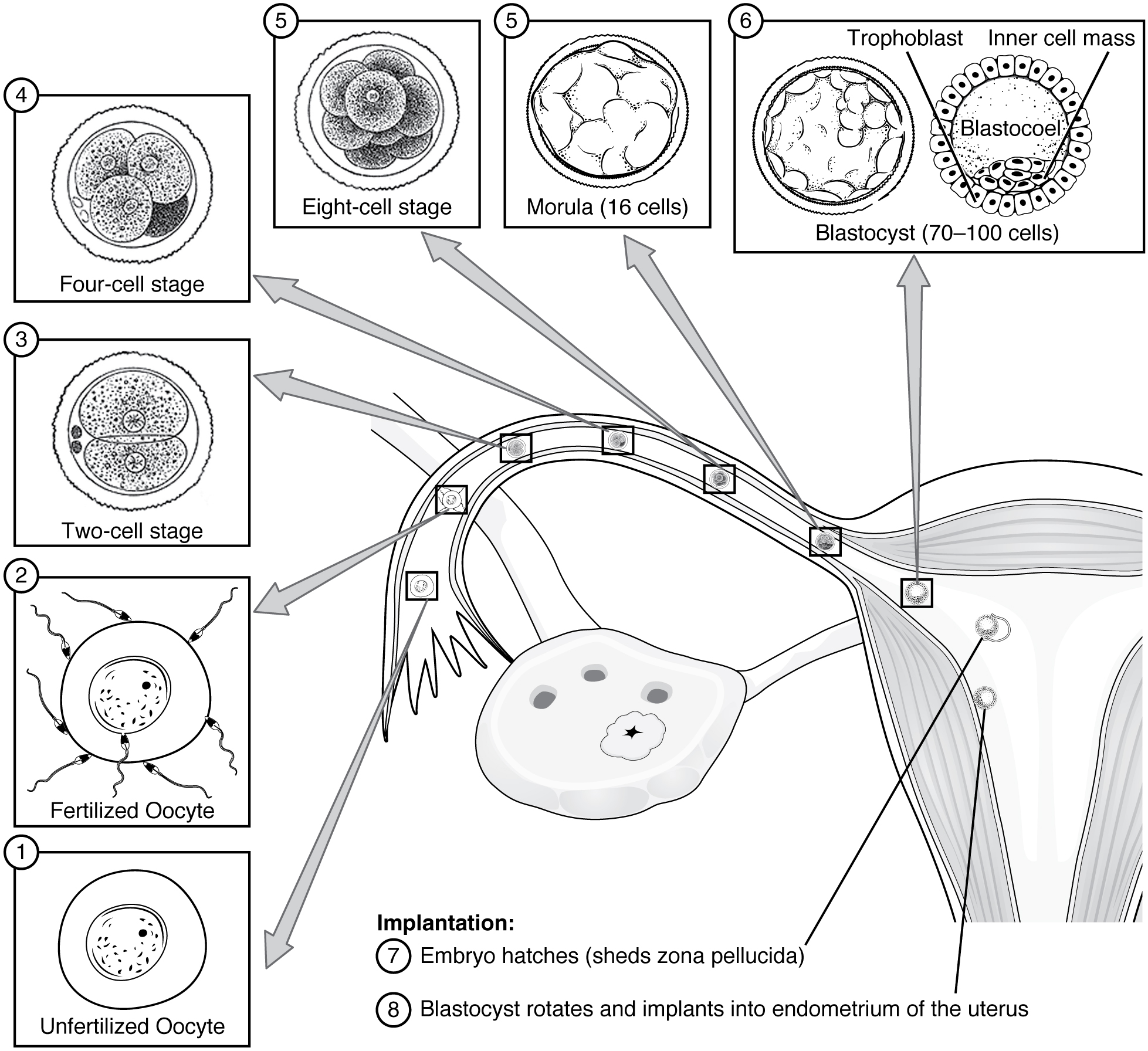
Vroege ontwikkeling van het menselijk embryo vanaf ovulatie tot en met innesteling

Een oöcyt of ovocyt is een vrouwelijke gametocyt of oerkiemcel die betrokken is bij de voortplanting. Oöcyten worden tijdens de vrouwelijke gametogenese gevormd in de eierstok en ontstaan uit oögonia.  
Oögonia vermeerderen door mitotische delingen tijdens de ontwikkeling van de ovaria van de foetus. Naarmate de zwangerschap verder vordert, stoppen de cellen met mitotisch delen en nemen ze in grootte toe. Ze worden dan primaire oöcyten genoemd. Op dat moment zijn er miljoenen primaire oöcyten in elk ovarium. In een later stadium degenereren veel van deze cellen, waardoor er tijdens de geboorte van een meisje in elk ovarium nog ongeveer een miljoen oöcyten aanwezig zijn. Als de puberteit begint, zijn er als gevolg van degeneratie nog maar 250.000 oöcyten in elk ovarium aanwezig. 
Rondom de ovulatie wordt de 1e meiotische deling afgerond (de cel was al deze tijd in de profase). Door deze afronding ontstaat een haploïde secundaire oöcyt (in meiose metafase II) en een klein poollichaampje.

## Celtypen
| Celtype          | Ploïdie/chromosomen | Chromatiden | Proces                                                       | Tijdstip volgroeid exemplaar                  |
| ---------------- | ------------------- | ----------- | ------------------------------------------------------------ | --------------------------------------------- |
| Oögonium         | Diploïd/46          | 1N          | Oöcytogenese (mitose)                                        | Derde trimester                               |
| Primaire oöcyt   | Diploïd/46          | 2N          | Oötidogenese (meiose I) (Folliculogenese)                    | Dictyotaan in profase I tot ovulatie          |
| Secundaire oöcyt | Haploïd/23          | N           | Oötidogenese (meiose II)                                     | Blijft in rust in metafase II tot bevruchting |
| Oötide           | Haploïd/46          | 1N          | afwerken meiose II (pas na het binnendringen van de zaadcel) | Minuten na bevruchting                        |
| Ovum             | Haploïd/23          | 1N          |                                                              |                                               |